# El pastor
El pastor és una pel·lícula dramàtica espanyola del 2017 escrita, dirigida i produïda per Jonathan Cenzual Burley sobre la transhumància. Es va gravar el mes d'octubre del 2015 a Salamanca, Monterrubio i la Armuña finançada per micromecenatge i amb suport econòmic de la Fundación Salamanca Ciudad de Cultura. l'ajuntament de Salamanca, la Diputació Provincial de Salamanca i la Salamanca Film Commission. Ha estat comercialitzada en el mercat anglosaxò com The Shepherd.

## Sinopsi
Anselmo és un pastor de mitjana edat que viu modestament a un poble de l'interior d'Espanya amb les seves ovelles i el seu gos Pillo. Li arriben ofertes des d'una constructora que pretén comprar-li el terreny per edificar una urbanització i un centre comercial. Davant Anselmo, que no vol vendre, Julián i Paco, els amos dels terrenys del costat, tenen ànsia dels diners que poden obtenir per la venda, així com la resta de veïns, que esperen la suposada prosperitat que els proporcionarà les noves construccions.

## Repartiment
- Maribel Iglesias ... 	Concha
- Miguel Martín ... 	Anselmo
- Alfonso Mendiguchía 	... 	Julián
- Carlos San Jorge 	... 	Curro
- Juan Luis Sara 	... 	Paco

## Nominacions
Fou nominada a la Medalla del CEC al millor actor revelació. Al Festival de Cinema de Raindance va guanyar el premi del jurat al millor director, millor guió i millor actor. Fou nominada a la "violette d'or" al Festival de Cinema d'Espanya de Tolosa de Llenguadoc. També fou nomenada al Grand Newcomer Award del Festival Internacional de Cinema de Mannheim-Heidelberg.